# Ormoy-le-Davien
Ormoy-le-Davien è un comune francese di 307 abitanti situato nel dipartimento dell'Oise della regione dell'Alta Francia.

## Società

### Evoluzione demografica
Abitanti censiti